# Sanskrit
Cette page contient des caractères d'alphasyllabaires indiens. En cas de problème, consultez Aide:Unicode.
 (avril 2024).
Le sanskrit ou sanscrit, (संस्कृतम्, saṃskṛtam, /ˈsɐ̃skr̩tɐm/) est une langue indo-européenne de la famille indo-aryenne, encore parlée dans le sous-continent indien bien que par une minorité. De nos jours, elle est encore parlée dans quelques villages et par certains érudits qui publient des œuvres universitaires ou tiennent des colloques en sanskrit.
Le sanskrit est notamment la langue des textes religieux hindous et de certaines branches du  bouddhisme ainsi que des textes littéraires ou scientifiques et, à ce titre, continue d'être utilisé, à la manière du latin en Occident, comme langue liturgique, culturelle et même véhiculaire (un recensement de 1981 indique qu'il y aurait encore environ 6 100 locuteurs ; en 1961, à peu près 194 400 personnes disaient l'utiliser comme langue secondaire). C'est d'ailleurs l'une des langues officielles de l'État de l'Uttarakhand, avec le hindi. La grammaire du sanskrit est celle d'une langue hautement flexionnelle et très archaïsante, dont l'étude est fondamentale dans le cadre de la linguistique comparée.
En 2011, on recense 2 360 821 locuteurs du sanskrit, dont 24 821 locuteurs natifs en Inde et 1 669 au Népal.

## Histoire
Le sanskrit appartient à la famille des langues indo-européennes, dans la branche indo-iranienne, qui inclut la sous-branche indo-aryenne. Le sanskrit a profondément influencé les langues du nord de l'Inde, comme le hindi, l'ourdou, le bengali, le marathi, le cachemiri, le pendjabi, le népalais, ainsi que le romani (tsigane).

### Le nom
Son nom, saṃskṛtam, qui signifie « parachevé » (ou plus précisément « formé selon opérations prescrites par les grammairiens »), est assez tardif dans l'usage littéraire ; la langue a pendant des siècles été simplement désignée par भाषा (bhāṣā), वाच् (vāc) ou शब्द (śabda), « la parole, la langue », le sanskrit étant senti comme la seule langue possible ; quelques désignations métaphoriques, comme गीर्वाणभाषा (gīrvāṇabhāṣā), « langue des dieux », marquent bien son caractère éminemment religieux.
Le premier sens de sanskrit est celui d'« indo-aryen ancien », langue mère qui a donné naissance à une multitude de dialectes et est parallèle à la langue sœur de l'iranien ancien (sous-branche attestée par deux langues, l'avestique et le vieux-perse), dont elle se sépare à peine. L'étude de plusieurs langues indiennes ou indo-aryennes moyennes conduit cependant à se demander si, parallèlement au sanskrit, au moins une autre langue indo-aryenne ancienne n'a pas pu coexister en Inde du Nord, dans l'Antiquité, léguant notamment au hindi moderne un vocabulaire et des variantes phonétiques héritées du tronc commun mais non attestés en sanskrit, à moins qu'il ne s'agisse que de niveaux de langues (par exemple propres à la caste des commerçants).
D'après des documents retrouvés en pays hittite et rédigés dans cette autre langue indo-européenne qu'est le hittite, comprenant quelques mots indo-aryens, noms communs (sur l'équitation) et noms propres (théonymes), il est possible de déterminer qu'une forme d'indo-aryen était parlée au XIVe siècle av. J.-C. en Asie occidentale.

### La première forme attestée
La plus vieille forme de sanskrit attestée de manière plus tangible est nommée védique : c'est la langue dans laquelle sont rédigés les Vedas. Il n'y a qu'un Véda (connaissance) sous la forme de quatre volumes : dont le Rig-Veda ou « Veda des hymnes (rig-) », le plus ancien ensemble de textes de l'hindouisme. Il est cependant extrêmement difficile de dater le Rig-Veda lui-même, et donc les débuts de l'histoire réelle de la langue védique : les textes sacrés, en effet, étaient avant tout récités et appris par cœur (ils le sont d'ailleurs encore). Les linguistes s'accordent à discerner maintenant plusieurs strates historiques dans le védique (au moins deux ou trois), d'après la grammaire, les théonymes et le style. Les neuf premiers livres du Rig-Veda contiendraient en particulier ce qu'il est convenu d'appeler le « védique ancien ». Cette langue archaïque et peu normée est l'une des plus proches de l'indo-européen commun, langues « anatoliennes » mises à part (hittite, louvite notamment), et elle s'avère précieuse pour la linguistique comparée tant le volume de ses textes, l'ampleur de sa grammaire et la richesse de son vocabulaire prêtent à des analyses.

### Sanskrit védique - Sanskrit classique
Le sanskrit védique est la forme archaïque de sanskrit dans lequel les quatre Védas (le Rig-Véda, le Yajur-Véda, le Sama-Véda et l'Atharva-Véda) ont été composés (la plupart d'après la linguistique ont été rédigés en « védique moyen » et « védique récent »). Le sanskrit védique diffère du sanskrit classique dans une étendue comparable à la différence que l'on trouve entre grec homérique et grec classique. À titre indicatif, on peut mentionner les principales différences entre le sanskrit védique et le sanskrit classique :
- le sanskrit védique avait une consonne fricative bilabiale sourde (/ɸ/, Upamādhamīya) et une consonne fricative vélaire sourde (/x/, jihvāmūlīya) — qu'il a utilisées jusqu'à ce que le souffle visarga apparaisse devant les consonnes sourdes labiales et vélaires respectivement. Les deux ont été perdues en sanskrit classique ;
- le sanskrit védique avait une consonne spirante latérale rétroflexe voisée (/ɭ/), qui a été perdue dans le sanskrit classique ;
- nombreuses formes parallèles et irrégularités, que le sanskrit classique a nivelées ;
- flexions nominale et pronominale plus développées ;
- davantage de formes de participes et de gérondifs ;
- utilisation fréquente d'un subjonctif absent du sanskrit classique ;
- douze formes d'infinitifs, contre une en sanskrit classique ;
- présence d'un accent de hauteur ; aujourd'hui, l'accent de hauteur peut être entendu seulement dans les chants védiques traditionnels ;
- règles de sandhi moins contraignantes, etc. ;
- le sanskrit classique a aussi emprunté de nombreux mots aux langues dravidiennes.

Une forme tardive du védique, déjà évoluée (on note la disparition du subjonctif, par exemple), forme un sanskrit préclassique, utilisé aux alentours du Ve ou IVe siècles av. J.-C. On pourrait parler à son égard de « védique récent terminal ». C'est ce sanskrit que Pāṇini, sans doute le premier grammairien de l'Antiquité (quoique son approche structuraliste puisse être le fruit d'un héritage plus ancien), décrit de manière phonologique et grammaticale, dans un ouvrage d'une précision et d'une rigueur formelle inégalée jusqu'à ce que la linguistique moderne se développe, bien plus tard. Celui-ci s'attache à décrire dans son traité, l’Aṣṭādhyāyī, la langue qu'il parle et souligne les formules qu'il considère propres aux hymnes védiques, sans réellement dire qu'elles sont archaïques. La langue commence à se normaliser.

### Premiers prâkrits
Au IIIe siècle av. J.-C., les premiers prâkrits (ou prākṛta, « [langue] ordinaire ») sont attestés, notamment grâce aux inscriptions d'Ashoka. Ces langues ainsi désignées correspondent à des dialectes moins « nobles » que le sanskrit, c'est-à-dire des langues vulgaires et vernaculaires d'usage quotidien qui, rapidement, se séparèrent les unes des autres et donnèrent naissance à la multitude des langues indo-aryennes présentes dans le sous-continent indien. Toutes issues du vieil indo-aryen des origines, elles connaissent chacune une évolution ainsi qu'un destin différents. Ce sont de tels prâkrits que proviennent, entre autres, les langues modernes comme le hindi, le pendjabi, ou encore la bengali. Ces langues sont « vulgaires » au même titre que le latin vulgaire, c'est-à-dire « parlées par le peuple » ; leur statut d'idiomes vernaculaires vivants, donc de langues considérées inférieures, explique pourquoi ce n'est qu'au XIXe siècle que la littérature en langues modernes remplace celle en sanskrit. Outre les inscriptions d'Ashoka, de nombreuses citations en prâkrits sont aussi attestées dans des textes sanskrits, surtout dans le théâtre, où les personnages de rang inférieur s'expriment généralement en langue vernaculaire ; ces témoignages, cependant, sont d'essence littéraire, et ne peuvent être pris pour argent comptant. On peut établir ici une analogie avec le « patois » utilisé dans certaines pièces de Molière, comme Dom Juan, servant à représenter un parler populaire ; ce qu'il en donne ne peut être considéré comme une attestation réelle des langues vernaculaires françaises de son époque, mais sont susceptibles, mutatis mutandis, de renseigner quelque peu sur ces idiomes ; Molière donne en effet à entendre une synthèse littéraire et artificielle de traits linguistiques probables. La littérature prâkrite est pourtant représentée de manière indépendante, mais souvent masquée par le sanskrit classique. Un des prâkrits, le pāḷi, connaît un destin différent : devenu lui aussi langue sacrée, celle du bouddhisme theravâda, il n'évolue quasiment plus et reste employé tel quel dans la liturgie et les exégèses jusqu'à nos jours. Enfin, le canon jain, rédigé dans un prâkrit nommé ardhamāgadhī, offre de nombreux témoignages, bien qu'encore une fois littéraires, d'une des langues vulgaires réellement parlées dans l'Antiquité indienne.

### Évolution ultérieure
C'est dans les commentaires que Patañjali fit de la grammaire de Pāṇini (dans son ouvrage intitulé Mahābhāṣya — « Grand commentaire »), au IIe siècle av. J.-C., qu'apparaissent les premières critiques : le commentateur prouve que le sanskrit, est encore une langue vivante, mais que des formes dialectales peuvent l'émailler ; l'existence des prâkrits est donc reconnue et l'utilisation de formes vulgaires blâmée ; la notion de norme grammaticale apparaît plus fortement, et c'est à partir de ce moment que le sanskrit se figea pour devenir le sanskrit classique, enfin désigné dans les textes au moyen du vocable saṃskṛta (lequel n'est cependant pas utilisé par Patañjali), proprement « parachevé », « parfaitement apprêté » (se dit aussi de la nourriture). La langue, après l'ère chrétienne, n'est plus parlée de manière naturelle, elle est entièrement décrite par la grammaire et n'évolue plus. C'est une langue culturelle et religieuse, sans lien direct avec les langues vivantes, utilisée souvent comme lingua franca et comme langue littéraire (même par les peuples ne parlant pas une langue issue du vieil indien, comme les locuteurs d'idiomes dravidiens), jusqu'à ce que les langues néo-indiennes issues des prâkrits, aux alentours du XIVe siècle, ne commencent réellement à s'imposer à l'écrit pour, au XIXe siècle, remplacer le sanskrit dans la production littéraire. Il est notable que le tamoul, langue dravidienne sans rapport de filiation avec le sanskrit, fort d'une culture très ancienne lui aussi, fut en concurrence avec le sanskrit bien plus tôt, dès les premiers siècles apr. J.-C. On y trouve cependant des emprunts au sanskrit.

### Synthèse
L'histoire du sanskrit peut se résumer ainsi :
1. le vieil indien théorique, ancêtre de toutes les langues indo-aryennes, est surtout représenté par le védique puis le sanskrit classique qui, se figeant, abandonne son statut de langue vivante pour devenir un idiome littéraire et immuable ;
2. continuant d'évoluer, le vieil indien donne naissance à une multitude de langues — le moyen indien — nommées prâkrits, parmi lesquelles le pāḷi, qui n'évoluera plus ;
3. enfin, le moyen indien évolue en néo-indien, c'est-à-dire les langues vivantes modernes, comme l'hindī ou le bengālī.

Pour Pierre-Sylvain Filliozat, le sanskrit était la langue usitée pour les textes scientifiques et les œuvres littéraires jusqu'à ce que le sultanat de Delhi, puis l'empire moghol, mettent le persan en avant,.

## Écritures du sanskrit
Longtemps de tradition purement orale, ou peut-être progressivement à l'aide de symboles logographiques, idéographiques, voire de signes syllabiques (via l'acrophonie) liés aux cultes, la religion hindouiste n'a pas eu besoin de fixer ses textes. C'est tardivement que l'emploi de la brāhmī, d'abord (semi-syllabaire utilisé pour les édits d'Ashoka), puis de la multitude d'écritures qui en dérivent, est généralisé, pour les textes profanes, puis sacrés. Chaque région de l'Inde utilise l'écriture qui lui sert pour noter sa propre langue afin d'écrire les textes sanskrits ; le sanskrit n'a ainsi pas d'écriture attitrée et, surtout, peut être noté par différents semi-syllabaires qui doivent donc être capables de représenter certains phonèmes dont ils n'ont pas l'usage autrement. L'on peut donner un exemple de cette souplesse d'emploi des écritures indiennes avec une même phrase sanskrite notée dans plusieurs graphies : 
Au début du VIIe siècle, à l'époque de la dynastie chinoise des Tang, lorsque le grand chercheur bouddhiste chinois Xuanzang étudia le dharma bouddhique en Inde et qu'il ramena en Chine des centaines de soutras et commentaires, l'écriture utilisée en Inde et celle des textes bouddhiques était une écriture appelée le siddham, xītán (悉曇/悉昙) en chinois.
Des orientalistes britanniques de l'Empire des Indes britanniques aux côtés d'Indiens ont introduit, pour écrire l'hindoustani, l'usage de l'une de ces écritures, la devanāgarī, elle aussi issue de la brāhmī. C'est maintenant en devanāgarī que l'on écrit majoritairement le sanskrit en Inde et dans les éditions occidentales.
En outre, en se transmettant par le bouddhisme, des termes sanskrits ont été adaptés en chinois puis en japonais, dont les écritures logographiques réclament la création de caractères phonétiques destinés à cet usage ou l'utilisation de caractères indépendamment de leur sens ; ainsi, le terme sanskrit bodhisattva est noté par 菩提薩埵/菩提萨埵, qui se lisait vraisemblablement bu-dej-sat-thwa en moyen chinois (de nos jours pútísāduò, abrégé en 菩薩 (púsà), d'où vient d'ailleurs le mot français poussah, « jouet à bascule » puis « gros homme ventru et débonnaire »). De ces caractères seuls 提 (tí), « tirer », et 埵 (duǒ), « terre compacte », ont un sens, qui est évincé dans le composé au profit du son, tandis que 菩 et 薩 n'ont jamais servi qu'à cette transcription et n'ont par ailleurs aucune signification.
Enfin, le Xe congrès des Orientalistes fixa, en 1894 à Genève, une transcription latine qui, de nos jours, est la seule utilisée dans les ouvrages didactiques occidentaux. C'est cette même transcription, qui, quelque peu augmentée, permet aussi de transcrire toutes les autres langues indiennes, qu'elles soient ou non indo-aryennes, au moyen des mêmes symboles. Cette transcription est décrite en détail dans l'article consacré à la transcription traditionnelle des langues de l'Inde.
L'étude de l'écriture de la civilisation de l'Indus, basée sur des sceaux et des empreintes de sceaux « harappéens » datés du IIIe millénaire av. J.-C., conduit certains chercheurs, notamment indiens, à suggérer qu'elle exprimait aussi, non pas une langue dravidienne (opinion la plus répandue), mais bien, au moins sur certains documents dénotant des rites pré-hindous assez explicites, une langue indo-iranienne voire indo-aryenne.[réf. nécessaire]

## Étude de la culture d'expression sanskrite en France
La littérature sanskrite étant une riche, tout à la fois par son extension dans le temps et par la variété des sujets dont elle traite, elle a fasciné de nombreuses personnes en dehors de l'Inde. En France, les plus importants contributeurs à la connaissance de la culture d'expression sanskrite sont le grammairien et indianiste Eugène Burnouf (1801-1852) qui fut titulaire de la chaire de langue et de littérature sanskrites du Collège de France de 1832 à 1852, le grammairien et indianiste Hippolyte Fauche (élève de Burnouf et connu pour sa traduction du Rāmāyaṇa et du Mahâbhârata), l'indianiste Louis Renou (1896-1966), l'indianiste Madeleine Biardeau (auteur de la version du Mahâbhârata publiée au Seuil)) et Louis Dumont, enseignant à l'EPHE et à Oxford, et célèbre auteur de Homo Hierarchicus.
Un important ouvrage de référence en français, très utile pour la connaissance de cette culture, est « L'Inde Classique, Manuel des études indiennes » (2 volumes), que Renou a dirigé avec son collègue Jean Filliozat (1906-1982).

## Caractéristiques principales
« En sanskrit, il y a un travail sur le son qui est fondamental. Ce sont des gens qui produisent d'abord, non pas des idéologies, non pas de la doctrine, ils produisent de la musique. On est dans une expérience.
(...)
Ils ont travaillé de manière intense sur cette dimension sonore, quel effet le son produit sur la physiologie. C'est ça un texte sanskrit. Et c'est comme ça que l'on apprenait le Yoga-Sûtra. C'est d'abord une expérience sonore. Ils pensent en effet que le son, pas n'importe quel son, pas chanté n'importe comment, pas récité n'importe comment, le son est une des voies directes vers là-haut ».

### Phonologie
Le sanskrit classique possède 48 phonèmes :
- voyelles, par paires brève-longue
  - monophtongues : /a/-/ā/, /i/-/ī/, /u/-/ū/
  - diphtongues : /e/-/ai/, /o/-/au/
  - consonnes syllabiques :
    - spirantes latérales /ḷ/
    - roulées rétroflexes /ṛ/-/ṝ/
- consonnes
  - plosives aux points d'articulations respectifs vélaire, palatal, rétroflexe, dental, bilabial:
    - sourdes
      - non aspirées: /k/, /c/, /ṭ/, /t/, /p/
      - aspirées : /kh/, /ch/, /ṭh/, /th/, /ph/

    - sonores
      - non aspirées : /g/, /j/, /ḍ/, /d/, /b/
      - aspirées : /gh/, /jh/, /ḍh/, /dh/, /bh/

    - nasales : /ṅ/, /ñ/, /ṇ/, /n/, /m/

  - fricatives aux points d'articulation palatal, rétroflexe, dental, glottal (sonore) : /ś/, /ṣ/, /s/, /h/
  - liquides aux points d'articulation palatal, rétroflexe, dental, labio-dental: /y/, /r/, /l/, /v/
  - prolongeant la consonne précédente :
    - prolongation fricative glottale sourde /ḥ/
    - prolongation nasale /ṃ/

### Grammaire

#### Morphologie
Le sanskrit est une langue flexionnelle.
Les verbes se conjuguent selon trois voix (active, moyenne, passive), trois modes (indicatif, optatif, impératif), quatre systèmes temporels et aspectuels :
- présent (présent, imparfait) ;
- futur (futur, conditionnel) ;
- aoriste ;
- parfait ;
- et trois personnes.

Existent également des formes pour l'infinitif et le gérondif, ainsi que pour différents modes de procès (fréquentatif, causatif, etc.). L'inflexion utilise préfixes, suffixes et infixes, ainsi que le redoublement et l'ablaut.
Les substantifs et les pronoms connaissent trois genres (masculin, féminin, neutre), trois nombres (singulier, duel, pluriel) et huit cas (nominatif, vocatif, accusatif, instrumental, datif, ablatif, génitif  et locatif). L'inflexion utilise l'affixation et l'alternance vocalique.
La langue possède des traits agglutinants en ce qui concerne la construction de mots composés à l'instar de l'allemand.

#### Syntaxe
L'ordre des mots en sanskrit est relativement libre avec une tendance SOV (sujet — objet — verbe).